# Bałdowice
Bałdowice – wieś w Polsce położona w województwie wielkopolskim, w powiecie ostrzeszowskim, w gminie Kobyla Góra. W odległości 5 km od Sycowa.
W latach 1975–1998 miejscowość administracyjnie należała do województwa kaliskiego.

## Nazwa
W księdze łacińskiej Liber fundationis episcopatus Vratislaviensis (pol. Księga uposażeń biskupstwa wrocławskiego) spisanej za czasów biskupa Henryka z Wierzbna w latach 1295–1305 miejscowość wymieniona jest w zlatynizowanej formie Beldowycze. Niemieckie wersje to Baldowitz oraz Baltenheim.

## Historia
Wieś założył książę Biron ze Sycowa osadzając tu robotników i służbę. Szkoła została założona w 1832 i była jednoklasowa. Istniał tu tartak wodny, który spłonął i dwie leśniczówki. Według legendy w miejscowości znajdował się zamknięty przez Szwedów kościół na „Diablej Górze”, który zapadł się pod ziemię. W latach 1878–1879 w miejscowości mieszkał I. Unikower, będący ważnym członkiem gminy żydowskiej w Sycowie. W roku 1919 doszło do „próbnego głosowania”, w którym wzięło udział 200 osób i wszystkie opowiedziały się za pozostaniem w Niemczech. Jednak należy zauważyć, że wiele osób nie znało j. niemieckiego, czyli nie rozumiało treści. Dlatego, też głosowanie nie jest wiarygodne. Po konferencji w Wersalu przyznano miejscowość Polsce, a miejscowość wchodziła w skład parafii turkowskiej. W latach 1942-44 w parafii pw. św. Piotra i Pawła w Sycowie ochrzczono 5 polskich dzieci.

## Ważne i ciekawe miejsca
- Leśniczówka
- Kościół pw. św. Andrzeja Boboli
- Stara Szkoła
- Pomniki przyrody „Stare Dęby”
- Stary budynek mieszkalny typu lepianka
- Liczne Stawy

## Warunki życia
Miejscowość jest podłączona do sieci energetycznej, wodociągowej i telefonicznej. Większość mieszkańców posiada przydomowe oczyszczalnie ścieków. Dojazd do większości posesji odbywa się drogami asfaltowymi, których długość się zwiększa. Przez miejscowość przebiega Droga Ekspresowa S8/ Trzy razy dziennie dojeżdża autobus PKS Ostrów Wielkopolski. W każdą niedzielę i święta jest odprawiana msza.